# Sünser Kopf
Sünser Kopf är en bergstopp i Österrike.   Den ligger i distriktet Dornbirn och förbundslandet Vorarlberg, i den västra delen av landet, 500 km väster om huvudstaden Wien. Toppen på Sünser Kopf är 2 032 meter över havet, eller 47 meter över den omgivande terrängen. Bredden vid basen är 0,57 km. Sünser Kopf ingår i Kanisfluh.
Terrängen runt Sünser Kopf är bergig österut, men västerut är den kuperad. Runt Sünser Kopf är det ganska glesbefolkat, med 47 invånare per kvadratkilometer.. Närmaste större samhälle är Dornbirn, 14,7 km nordväst om Sünser Kopf. 
Trakten runt Sünser Kopf består i huvudsak av gräsmarker.